# DRACU-RIOT!
『DRACU-RIOT!』（ドラクリオット）は、ゆずソフトが2012年3月30日に発売した18禁恋愛アドベンチャーゲームである。
本作は、アクア・エデンという人間と吸血鬼が共存する海上都市で住むことになった主人公が、種族の壁に戸惑いながらも人間や吸血鬼の少女と恋愛をする物語である。ゆずソフトの第6作目となる作品である。キャッチコピーは「童貞捨てるつもりが、人間辞めてました」。

## ゲームシステム
本作は恋愛アドベンチャーゲームであり、主人公である六連 佑斗の視点から紡がれる文章をプレイヤーは読み進めていく。文章は小説のように地の文と会話文から構成される。ゲームを進めていくことでプレイヤーは特別なCGを閲覧できる。本作にはCGやBGMを鑑賞できる機能が搭載されており、ゲームを1回以上クリアするとこの機能を使用出来るようになる。
本作は選んだ選択肢により異なった結末に向かって物語が進むゲームである。ゲームを進めていくとある時点でゲームが中断し、選択肢が表示される。選んだ選択肢によって物語の道筋が変わり、ある特定の結末に物語が進む。本作の物語には主に5つの道筋があり、それぞれの物語で1人の少女の話が展開する。全ての物語を読むには、プレイヤーはゲームを複数回やり直し、違う選択肢を選んで違う道筋に進む必要がある。

## 世界観・設定
アクア・エデン
吸血鬼と人間が住む人工島である。危険な存在である吸血鬼を一箇所に集めておきたいと考える政府と、吸血鬼の国を作りたいという吸血鬼達の意図が合致し、アクア・エデンが出来た。海水が苦手な吸血鬼を閉じ込めるために、メガフロート上に都市が作られている。吸血鬼が暮らすことが認められている、世界で唯一の場所でもある。島の出入りは厳重に管理されており、本土との交通手段は橋を渡る他にない人間は自由に出入りをすることが出来るが、吸血鬼が本土へ渡ることは不可能である。アクア・エデン内では吸血鬼の存在は隠され、また、風俗やギャンブルが合法となっているため、普通の人間からは観光特区と認識されている。夜行性である吸血鬼が多く住むため、夜でも開いている店が多い。アクア・エデン内には吸血鬼が守らなければならない規則が多数あり、吸血行為の禁止や労働の義務などがある。
吸血鬼
本作での吸血鬼は、他のフィクション作品の吸血鬼とは設定が多少異なっている。見た目は人間と同じで、太陽光を浴びても灰にはならず、十字架を恐れることもない。ただし、太陽光を長時間浴びると体調が悪くなる、海水が苦手であるなど弱点も存在する。また、普通の人間よりも五感が鋭いという特徴がある。吸血すると個人によって異なる特殊能力が扱える。扱える特殊能力は、基本的には1つである。吸血鬼の血を人間が飲むと、ヴァンパイアウイルスに感染し、吸血鬼になってしまう。
特区管理事務局
アクア・エデンを管理・監督している、政府直轄の組織。陰陽局とも呼ばれている。警察と協力をし、吸血鬼の犯罪を取り締まる等の活動を行っている。アクア・エデンの治安維持を担当する風紀班や、吸血鬼の存在を知った人間に対応する工作班などの部所がある。
月長学院
主人公たちが通う学院。人間と吸血鬼が通っている。アクア・エデン内で吸血鬼が通学することを許されている、唯一の学院である。

## あらすじ
構造改革特別区、海上都市「アクア・エデン」。そこはカジノや風俗が合法化された、日本でただ一つの特別な島である。アクア・エデンに、観光を楽しむべく友人と訪れた主人公の六連 佑斗は、島内でとある少女の誘拐事件に遭遇する。正義感からその事件に関わった佑斗は、誘拐犯の思惑により吸血鬼となってしまう。吸血鬼となってしまった佑斗に、アクア・エデンの秘密が語られる。この島は吸血鬼という存在が政府に認められた唯一の場所であるということ。同時に、人間と吸血鬼が共生する場所でもあるということ。吸血鬼と化した佑斗は本土に戻ることが許されず、アクア・エデンで暮らすことになる。新しい仲間達との出会い、そしてこれまでと全く違う常識と大騒動が、佑斗の生活を鮮やかに彩っていく。こうして、海上の楽園を舞台に、吸血鬼としての新しい生活が幕を開ける。

### 美羽ルート
佑斗と美羽はお互いに恋心を抱く。しかし、佑斗は自身がライカンスロープの可能性があり、それが世間に露見したときのことを恐れて美羽への告白をためらう。佑斗の振る舞いに不満を感じた美羽は佑斗に詰め寄り、佑斗は恋心と恐れを告白する。美羽は男なら何があっても守れと要求し、二人は付き合い始める。
佑斗は風紀班の任務中、誤認によりLの製造元に誘拐される。佑斗はLを大量に投与された後、Lを含んだ偽の合成血液を目撃する。Lの流通を止めようとする佑斗はLの製造機器を破壊するが、Lの過剰摂取により吸血鬼としても異常な力を発揮して暴走する。そこに風紀班が駆けつけて佑斗を沈静化させる。調査により、Lはライカンスロープ因子に似た物質を含むことが分かる。医者である元樹の診断により、佑斗はライカンスロープ因子を元々持っていたために急性中毒にならなかったこと、ライカンスロープ因子が濃くなったために異常な力を発揮したことが分かる。この事件により、佑斗がライカンスロープであることが分かる。
検疫のために合成血液の流通を一時的に止めた結果、吸血鬼による暴動が生じる。吸血鬼達は検疫を吸血鬼排斥運動の一貫と捉えたのだった。暴動の最中、アクアエデンと本土を結ぶ橋が爆破される。これは、アクアエデンを煙たがる一部の政治家が暴動に乗じてアクアエデンを潰す計画を執行したためだった。この非常時に対し、アクアエデンの市長・小夜は全住民を脱出させることを決断する。吸血鬼達は暴動を止めて避難を始める。避難の際、瓦礫撤去のため吸血鬼は能力を行使し、それを見た人間は自ら血を差し出す。暴動を起こした吸血鬼達は、その光景を見て吸血鬼と人間の共生が可能だと判断する。
萌香の調査により、アクアエデンを沈めるために巡航ミサイルが発射されたことが分かる。それを知った佑斗と美羽は巡航ミサイルを止めに動く。佑斗は風紀班から持ちだしたLを過剰に摂取し、美羽と協力して念動力により巡航ミサイルの着弾を阻止する。テロ事件の終結後、アクアエデンの崩壊を企図した政治家達はマスメディアにより糾弾される。佑斗はライカンスロープであることを友人達に告白し、受け入れられる。

### 梓ルート
梓は吸血鬼を狩る狩人の一族であったが、吸血鬼を自分の目で確かめるためにアクアエデンに移り住んだ。また、梓は人間であるが、小夜の補佐役であるアンナ・レティクルの血を引いていた。アンナの娘は吸血鬼であったが狩人の男性と駆け落ちして梓を儲けた。後に梓の母親は狩人から迫害を受け、アンナに懇願して吸血鬼足らしめる原因のヴァンパイアウイルスを破壊してもらい人間となった。しかし梓の母親は、人間となったため不老能力を失い、急激に衰えて梓と死別したのだった。出生の秘密を梓は知らず、親は事故で死んだと聞かされていた。
佑斗と梓が親密になっていく中、アクアエデンにアンナの命を狙うジダーノという吸血鬼が上陸する。風紀班がジダーノを捕らえようとする裏でアンナは暗躍する。アンナには人間と戦うという名目で吸血鬼を決起させるという計画があった。この計画を知らぬまま、佑斗達はアクアエデンに訪れた狩人と共にジダーノを追い詰める。しかし佑斗が暴走状態に陥り、ジダーノを取り逃してしまう。後にジダーノは死亡しており、佑斗が戦ったジダーノはアンナの計画に賛同する元樹の変装だったことが分かる。
佑斗と梓が付き合い始めた後、小夜が行方不明となる。アンナは市長代理となり、吸血鬼を決起させる。アンナは吸血鬼の王として担ぎ上げるため、ライカンスロープの可能性がある佑斗を勧誘する。また、梓には自身が梓の母親を殺したとアンナは伝える。誘いを断った佑斗をアンナは逃し、代わりに真のライカンスロープである元樹を吸血鬼の王として担ぎ上げる。
佑斗と梓は協力し、反乱勢力の旗印となった元樹を倒す。この後に2人は梓の出生の秘密とアンナの望みを知る。アンナの望みは人間への復讐ではなく、娘のような悲劇を生まないために吸血鬼を取り巻く環境を変えることだった。アンナの本心を知った梓と佑斗は、狩人に撃たれて危篤状態となったアンナの元へ赴く。そこで梓はアンナから告白を受ける。一度でも手を血に染めたアンナは、人間との共生を諦めていた。アンナはアクアエデンに不満を持つ吸血鬼を集め、アクアエデンを立ち去ることを最終目的として決起したのだった。アンナの死亡後、その役割は元樹が受け継ぐこととなる。元樹は決起した吸血鬼と共にアクアエデンを立ち去る。一連の騒動は裏社会の小競り合いとして片付けられる。

### 莉音ルート
佑斗と莉音にはいくつか共通点がある。本土に住んでいたこと、元々は人間だったが後天的に吸血鬼となったこと、孤児院に住んでいたこと、幼い頃に通院していたこと。物語の冒頭では明かされないが、佑斗と莉音は人造ライカンスロープであることも共通していた。佑斗と莉音は境遇に共感して徐々に親密になっていく。
Lの流通経路を調べていくうちに、風紀班は蓮沢・三大寺という研究者に着目する。蓮沢は非合法に人造ライカンスロープを作る研究を行っていた吸血鬼で、三大寺は蓮沢を信奉する人間の研究者である。蓮沢は風紀班の調査によれば4年前を最後に目撃されなくなっていたが、三大寺は蓮沢と称する人物から研究データの一部を引き継ぎ研究を行っていた。研究の過程で生まれたのがLである。ライカンスロープ因子を人工的に作ろうとした結果、三大寺は吸血鬼を著しく興奮させるLを生み出した。研究資金難に陥っていた三大寺はLをヴァンパイアドラッグとして売り出して資金を得ていた。
佑斗と莉音がライカンスロープであることを知った三大寺は二人の誘拐を企てる。誘拐は佑斗と莉音が複数の能力を発揮したことで未然に防がれる。三大寺は後に逮捕され、Lが作り出された過程が明らかになる。また、佑斗と莉音が人造ライカンスロープであることを三大寺は蓮沢から聞いたことが明らかになる。
佑斗は得た情報から、元樹がライカンスロープであり蓮沢に扮して三大寺と接触していたことを思い付く。核心に迫る佑斗と莉音の前に元樹が現れる。元樹は自身がライカンスロープであること、蓮沢を殺した上で彼に成り代わり三大寺と交流していたこと、そして三大寺を殺したことを佑斗達に告げる。突然変異によるライカンスロープである元樹は、佑斗と莉音に対し三人でアクアエデンを出ることを勧める。男女のライカンスロープが同時代に現れたことで、ライカンスロープという種の始まりを元樹は期待していた。しかし佑斗と莉音は誘いを断り、元樹と対峙する。佑斗は莉音に教わった合気道で元樹を抑えることに成功し、元樹を吸血する。ライカンスロープが吸血鬼を吸血すると、吸血鬼を人間にすることが出来るのであった。元樹も吸血により人間となる。吸血により、佑斗は元樹の記憶を引き継ぐことになる。
元樹との対決から一ヶ月後、佑斗と莉音は将来を誓い合う仲になる。しかし、ライカンスロープ因子が子供に遺伝することを恐れる。二人はお互いに吸血を行い、共に人間へ戻ることに成功する。月日は流れ、佑斗と莉音はアクアエデンで結婚式を挙げる。二人は友人達から祝福された他、獄中に居る元樹からも祝福のメッセージを受け取る。

### エリナルート
非常事態が生じた際、エリナは佑斗を吸血して能力を発揮した。これによりエリナが吸血鬼の血を吸う特殊な吸血鬼であることを佑斗は知る。また、佑斗は小夜からエリナが幼い頃にロシアの研究所で過ごしていたこと聞く。エリナの秘密を知った佑斗は今まで通りの態度でエリナに接することを彼女に誓い、また自身が元人間であることを告白する。秘密を共有した後、エリナと佑斗は互いに恋心を抱く。一方、佑斗の血を吸ったことでエリナの体質に変化が生じ、佑斗の血でしか喉の乾きが癒えないようになっていた。エリナは本能に抗うが、佑斗が自ら血を差し出したことで結局は血を吸う。吸血後に2人は互いの想いを確認し恋人同士となる。
エリナの体質に変化が生じたことから、元樹と小夜はエリナが元居たロシアの研究所にデータを要求する。ロシアからの研究員の受け入れを条件にデータ開示が了承される。ロシアからは研究員としてソフィーヤという女性が訪れる。元樹とソフィーヤは協力してエリナの調査を始める。調査により、ライカンスロープ因子を持つ佑斗の血を吸血したことでエリナのヴァンパイアウイルスが変異したことが分かる。調査結果を受けて、佑斗はエリナに自身がライカンスロープの恐れがあることを打ち明ける。
ソフィーヤと共に来訪したロシア人・アドロフに佑斗がライカンスロープの可能性があることが知れてしまう。アドロフは佑斗を手に入れるため、佑斗にロシア大使を襲撃したという嫌疑をかける。佑斗は事件終結のために一計を案じ、小夜に協力を願い死んだ振りをしてやり過ごすことを決める。小夜はロシア人の前で佑斗に銃を向ける。佑斗がアクアエデンにいることで他国から干渉されること、かといって佑斗を売るような真似をすれば吸血鬼の暴動が起きて都市の秩序が守れなくなることを小夜は述べ、佑斗を撃つ。佑斗とエリナが吸血鬼の弱点である海中に落ちたことでロシア人は確実に死亡したと思い込み手を引く。
佑斗とエリナは海水に触れないように念動力を使って生き延びていた。佑斗とエリナはアクアエデンを離れて本土に潜伏する。ロシアは佑斗の死亡を信じ込む。しばらく経ち、佑斗とエリナはアクアエデンを訪れ、友人達と再会する。

## 登場人物

### 主人公とメインヒロイン
六連 佑斗（むつら ゆうと）
声 - 日野聡（ドラマCDのみ）
本作の主人公である少年。アクア・エデンには友人に誘われて訪れ、そこで事件に巻き込まれて吸血鬼となってしまった。吸血鬼になったことで本土に戻れなくなり、アクア・エデンで暮らしている。アクア・エデンでは月長学院に通い、特区管理事務局で働いている。
矢来 美羽（やらい みう）
声 - 夏野こおり
特区管理事務局に所属する、吸血鬼の少女。冷たい雰囲気を抱かれるが、実は責任感が強い。佑斗が吸血鬼となった責任は彼女にあり、償うために彼の面倒を見ている。性的な発言で他人をよくからかうが、照れ症なために自分でも赤面するほど恥ずかしくなってしまう。吸血鬼としての力が強く、アクア・エデンの治安維持に貢献している。
布良 梓（めら あずさ）
声 - 佐藤しずく
特区管理事務局に所属する、人間の少女。佑斗達が暮らす学生寮の寮長を務めている。明るい性格の常識人で、周りの抑え役となることが多い。幼い容姿であり、子供扱いされることが嫌いである。面倒見がよく、吸血鬼にも優しく接する。
稲叢 莉音（いなむら りお）
声 - 鮎川ひなた
佑斗の年下である吸血鬼の少女。元々は本土で暮らしていたが、事情によりアクア・エデンで暮らすことになった。アクア・エデンに住み始めてからまだ1年も経っていない。歓楽街に店を構えるカフェバー・「アレクサンドリア」で働いている。家庭的な少女であり、学生寮では家事を1人でこなしている。温和な性格の常識人だが、性知識がほとんどなく、恋愛事にも疎い。
エリナ・オレゴヴナ・アヴェーン（Элина Олеговна Овен）
声 - 鈴木恵莉央
ロシアからアクア・エデンに留学してきた、吸血鬼の少女。月長学院に通っている。ホテルのカジノでディーラーとして働いてもいる。明るくマイペースな性格である。エッチな話題を好み、セクハラ発言をすることが多い。

### サブキャラクター

#### 吸血鬼
ニコラ・ケフェウス（Nicola Cepheus）
声 - 浅野ゆず
ヨーロッパからアクア・エデンへ留学してきた吸血鬼。月長学院では、佑斗のクラスメイトである。オタク趣味を持ち、厨ニ病にも罹っているため、常にコスプレをしている。「吸血鬼っぽい」という理由でマントを羽織り、目にはカラーコンタクトを入れてオッドアイにしている。性格は優しく、友人思いである。
荒神 小夜（あらがみ さよ）
声 - 青葉りんご
アクア・エデンの市長を務める、吸血鬼の女性。200年以上を幼い容姿のままで生きている。長い年月を生きた吸血鬼だが、性格は子供っぽい。吸血鬼たちから一目置かれる存在であり、裏ではアクア・エデンを取り仕切っているが、表に現れることは少ない。
アンナ・レティクル（Anna Reticulum）
声 - かわしまりの
100年以上生きている、吸血鬼の女性。アクア・エデンにいる吸血鬼の代表である小夜の補佐を務めている。市長である小夜に代わって、表に立つことが多い。現在は体が弱っており、車椅子での生活を余儀なくされている。厳しいが優しさも持ち合わせている。人間に不信感を抱いており、中立な考えを持つ小夜とは異なり吸血鬼寄りの立場を取る。
扇 元樹（おうぎ もとき）
声 - ワンモアチャンス
吸血鬼専門の医者であり、自身も吸血鬼な男性。ゲイを自称しており、同性である佑斗に何度もセクハラを行う。ふざけた態度を取ることが多いが、仕事時には真面目になる。人当たりがよく、温和な性格である。アンナの担当医を務めている。

#### 人間
大房 ひよ里（おおふさ ひより）
声 - 金松由花
吸血鬼ではなく、ごく普通の人間である少女。月長学院に通っており、佑斗と同じクラスである。莉音と同じカフェバーでアルバイトをしている。バイト先には吸血鬼が多く訪れるため、人間以外の存在にも慣れている。明るく優しい性格で、いつも笑顔でいる。
淡路 萌香（あわじ もえか）
声 - 高井戸雫
特区管理事務局に勤める、人間の女性。ノリの軽い性格であり、他人にアドバイスをするのが趣味である。風俗区域の管理を担当しており、カジノと風俗が合法的に運営されているかを監視している。持ち前の色気により、惑わされてしまう年頃の青少年が多い。莉音たちが働くカフェバーの店長を務めている。アクア・エデン内の事情に明るく、様々な情報を握っている。
枡形 兵馬（ますかた ひょうま）
声 - デビルかとう
月長学院の教師であり、特区管理事務局でも働く男性。吸血鬼ではなく、人間である。有能な人物で何人も部下を従えており、美羽たちの上司でもある。仕事が出来るため、多くの部下に慕われている。皮肉屋な性格で文句を口にすることが多いが、根は優しい。
倉端 直太（くらはし なおた）
声 - 古河徹人
佑斗の友人で、彼をアクア・エデンに連れてきた張本人。吸血鬼ではなく、普通の人間である。アクア・エデンを訪れた動機は、童貞を捨てるためである。馬鹿げた発言が多いが、人に憎まれるタイプではない。裏表のない素直な性格である。

## 開発

### スタッフ
本作の企画・ディレクターはろどが担当した。シナリオは天宮りつ、姫ノ木あく、J・さいろーが担当した。原画はむりりんとこぶいちが担当し、SD原画はこもわた遥華が担当した。音楽を担当したのはFamishinとAngel Noteであり、ムービー制作はろどが行った。グラフィックは煎路とモドキさんが担当した。

### 企画
企画は2010年の8月頃に始まった。初めにディレクターのろどが提案した企画をシナリオ担当の天宮りつが萌えが多くなるようにアレンジを行った。これは、ダークテイストな初期案はブランドの雰囲気に合わないと判断されたからである。3か月ほどを企画の修正に費やし、2011年の1月頃から本格的に開発が始まった。作品名の「DRACU-RIOT!」は吸血鬼の「Dracula」と「Riot」（暴動・騒動）を組み合わせた造語である。本作の略称は「ドラクリ」だが、過去に『ドラクリウス』という美少女ゲームがあったため、ゆずソフトは『ドラクリウス』の開発を行っためろめろキュートに相談し、略称の使用許可を得た。

### キャラクターデザイン
一部の登場人物は美少女ゲーム雑誌上でキャラクターデザインの経緯が明かされている。矢来 美羽はフィギュア化されることが開発初期段階から決まっており、見栄えよくかつ派手になるようにデザインされた。本作の企画を担当したろどの案では、常に貧血気味で目の下にクマを付けているデザインだったが、スタッフの間で不評を買い、採用案のようなデザインになった。布良 梓は企画当初から巫女服を着たヒロインということが決まっており、デザイン上で苦労した所は特にないと原画担当のむりりんは語っている。ただし、同年に発売された『はつゆきさくら』のヒロインと髪の結び目やヘアピンの位置までそっくりに似てしまうという偶然が生じた。エリナは天宮りつから銀髪がいいという要望があり髪の色はすぐに決まった。しかし、髪型のデザインは難航し、採用された髪型に至るまで、10パターンくらい検討された。

### 広報活動
本作では、ゆずソフトのゲームを知らない人を引き付けることを狙いとし、新たな広報活動が行われた。漫画雑誌での漫画連載や、日本各地でのパンフレット配布会、ガレージキットの制作、スマートフォン用時計アプリの無料配信など、様々なメディアミックス戦略が実施された。

### 特徴
テキスト量は前作の『のーぶる☆わーくす』をかなり超えている。BGMは35曲であり、サックスや金管楽器を用いて制作された曲がある。ゆずソフト内では、本作を『夏空カナタ』・『天色*アイルノーツ』と合わせて「島三部作」と称している。

## 主題歌
オープニングテーマ「Scarlet」
作曲 - Famishin / 編曲 - 井ノ原智（Angel Note） / 歌・作詞 - 榊原ゆい
エンディングテーマ「君だけの僕」
作曲 - Famishin / 井ノ原智（Angel Note） / 歌・作詞 - Riryka

## 反響
本作は様々なランキングで上位となった。
『Getchu.com』の月間げっちゅ投票「このゲームはプレイしとけ!」では、2012年3月作品の1位を獲得した。
また、Getchu.comの美少女ゲーム大賞2012では、総合部門で2位、システム部門で7位、グラフィック部門で6位、ミュージック部門で17位、ムービー部門で3位、エロ部門で6位に選ばれた。
『TECH GIAN』の「俺ゲーグランプリ2012」では総合部門で3位、シナリオ部門で7位、グラフィック部門で3位、エッチシーン部門で3位に選ばれた。
『BugBug』の「2012年読者が選ぶ美少女ゲーム年間ランキング」では総合部門で6位、エッチ部門で4位、シナリオ部門で6位、ゲーム性部門で15位、サウンド部門で14位、ヴォイス部門で2位に選ばれた。また、『BugBug』による「2012年セールスランキング」では2位を獲得した。
一部の登場人物は美少女ゲーム雑誌上の人気投票にてランクインしている。
- 矢来 美羽は、『Getchu.com』の「美少女ゲーム大賞2012」ではキャラクター部門で20位に[73]、『TECH GIAN』の「俺ゲーグランプリ2012」ではキャラクター部門で6位に選ばれた[71]。
- エリナ・オレゴヴナ・アヴェーンは、『Getchu.com』の「美少女ゲーム大賞2012」ではキャラクター部門で3位に[73]、『TECH GIAN』の「俺ゲーグランプリ2012」ではキャラクター部門で2位に[71]、『BugBug』の「2012年読者が選ぶ美少女ゲーム年間ランキング」ではキャラクター部門で4位に選ばれた[72]。

## 関連商品

### CD
DRACU-RIOT! オリジナル・サウンドトラック
2012年8月24日に発売された、本作のサウンドトラック。オープニング曲やエンディング曲、ゲーム中に使用されたBGMが収録されている。コミックマーケット82にて先に発売された。
DRACU-RIOT! キャラクターソングVol.1 「矢来美羽」
2012年1月13日発売。美羽のキャラクターソング・「Love Incident」が収録されている。
DRACU-RIOT! キャラクターソングVol.2 「布良梓」
2012年1月27日発売。梓のキャラクターソング・「Growing!」が収録されている。
DRACU-RIOT! キャラクターソングVol.3 「稲叢莉音」
2012年2月20日発売。莉音のキャラクターソング・「きっと大丈夫」が収録されている。
DRACU-RIOT! キャラクターソングVol.4 「エリナ・オレゴヴナ・アヴェーン」
2012年2月24日発売。エリナのキャラクターソング・「NO LIMIT」が収録されている。

### 書籍
DRACU-RIOT! オフィシャル・ビジュアルファンブック
2012年8月24日に発売された、本作のビジュアルファンブック。ゲーム内で使用されたイラストや、設定資料、スタッフ座談会が掲載されている。コミックマーケット82にて先に発売された。
Dracu-riot!
本作の漫画。月刊コミックアライブにて2012年5月号から2013年4月号まで連載された。作画担当は季野このき。単行本は全2巻で、1巻と2巻のISBNはそれぞれISBN 9784840147378とISBN 9784840150279。
DRACU-RIOT!HONEY!
本作の漫画。コミック アース・スターにて2012年5月号から2012年12月まで連載された。作画担当は河南あすか。ISBN 9784803003949。
DRACU-RIOT!Canopus
本作の漫画。TECH GIANにて2012年11月から2013年8月まで連載された。作画担当は牛乳リンダ。ISBN 9784047291867。

### DRACLOCK
本作のヒロインが登場する、スマートフォン向け時計アプリ。iPhone版とAndroid版が配信されている。ヒロインによる時刻読み上げ機能や、目覚まし機能、ヒロインが喋るコミュニケーション機能が搭載されている。最初にiPhone版が配信され、後にAndroid版が配信された。Android版（18歳未満は利用禁止）ではiPhone版の機能に加えて静止画の背景同期、裸立ち絵のカスタマイズが追加されている。